# Marqués de la Ensenada

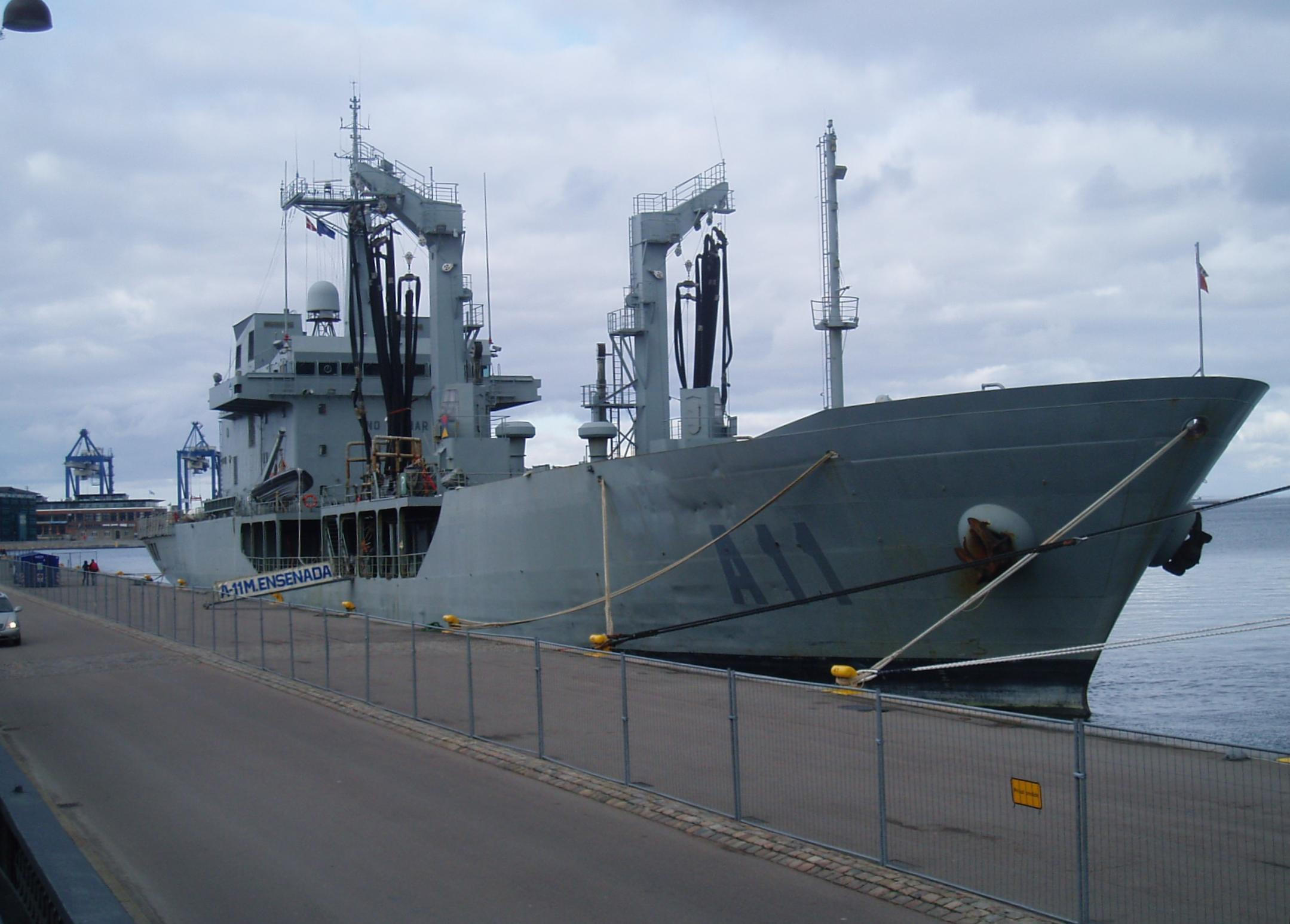
Le Marqués de la Ensenada à Copenhague.

Le Marqués de la Ensenada (A-11) est un navire ravitailleur de l'armada espagnole, mis à la retraite en 2012.

## Description
Il dispose d'une hélisurface et d'un hangar de vol pour les hélicoptères en dotation dans la marine, typiquement le Sikorsky H-3 Sea King ou le UH-1N Huey, il peut accomplir des opérations de ravitaillement vertical d'hélicoptères.
La capacité du A-11 permettait de rétablir en combustible en totalité à 14 frégates du type de la Classe Santa María.
Il est remplacé par le Cantabria (A-15).